# Мир (Кемеровская область)
Мир — посёлок в Новокузнецком районе Кемеровской области. Входит в состав Загорского сельского поселения.

## География
Центральная часть населённого пункта расположена на высоте 253 метров над уровнем моря.

## Население
По данным Всероссийской переписи населения 2010 года, в посёлке Мир проживает 572 человека (277 мужчин, 295 женщин).

## Экономика
Подсобное хозяйство НКМК - совхоз имени Куйбышева. Здесь находился фруктовый сад. В 1949 году трое работниц совхоза (Бедарева, Надежда Прокопьевна, Гаврющенко, Мария Степановна, Пономарева, Ксения Никитична) удостоились звания Героя Социалистического Труда 